# Liste der Mitglieder der American Academy of Arts and Sciences/1962
Im Jahr 1962 wählte die American Academy of Arts and Sciences 126 Personen zu ihren Mitgliedern.

## Neu gewählte Mitglieder
- Hannes Olof Gosta Alfven (1908–1995)
- Edoardo Amaldi (1908–1989)
- Hannah Arendt (1906–1975)
- Daniel Israel Arnon (1910–1994)
- George Leland Bach (1915–1994)
- George Edward Backus (* 1930)
- Robert Freed Bales (1916–2004)
- Donald Henry Barron (1905–1993)
- Raymond Augustine Bauer (1916–1977)
- David Elliott Bell (1919–2000)
- Bernard Reuben Berelson (1912–1979)
- Richard Bersohn (1925–2003)
- Daniel Anthony Binchy (1900–1989)
- Maurice Anthony Biot (1905–1985)
- Donald Sommers Blough (1929–2022)
- Hendrik Wade Bode (1905–1982)
- Nadia Juliette Boulanger (1887–1979)
- Thomas Robert Shannon Broughton (1900–1993)
- Abram Chayes (1922–2000)
- George Whipple Clark (1928–2023)
- Waldo E. Cohn (1910–1999)
- Kenneth Willard Cooper (1912–2007)
- Frank Albert Cotton (1930–2007)
- Gordon Alexander Craig (1913–2005)
- Francis Harry Compton Crick (1916–2004)
- Philip Jackson Darlington (1904–1983)
- Evsey David Domar (1914–1997)
- Maurice Duverger (1917–2014)
- David Easton (1917–2014)
- James Alan Fay (1923–2015)
- Herbert Federer (1920–2010)
- Robert Stuart Fitzgerald (1910–1985)
- Donald Harhish Fleming (1923–2008)
- Melvin Jacob Glimcher (1925–2014)
- Robert F. Goheen (1919–2008)
- Sidney Golden (1917–2003)
- Erwin Ramsdell Goodenough (1893–1965)
- Stephen Richards Graubard (1924–2021)
- Charles Monroe Haar (1921–2012)
- Ernst Bernard Haas (1924–2003)
- Wendell Stanwood Hadlock (1911–1978)
- Walter Hallstein (1901–1982)
- Einar Ingvald Haugen (1906–1994)
- Walter Wolfgang Heller (1915–1987)
- William Conyers Herring (1914–2009)
- Alan Lloyd Hodgkin (1914–1998)
- John Albert Holmes (1904–1962)
- Bernard Leonard Horecker (1914–2010)
- Alex Inkeles (1920–2010)
- Harry Willmer Jones (1911–1993)
- Manfred Leslie Karnovsky (1918–1999)
- Edward Harold Kass (1917–1990)
- Gerson Kegeles (1917–2004)
- Leon Kirchner (1919–2009)
- Lawrence Robert Klein (1920–2013)
- Bertram Kostant (1928–2017)
- Andrei Lvovich Kursanov (1902–1999)
- Stephan George Kuttner (1907–1996)
- Francis Joseph Lally (1918–1987)
- Richmond Alexander Lattimore (1906–1984)
- Benjamin Lax (1915–2015)
- Erich Leinsdorf (1912–1993)
- Edward Hirsch Levi (1911–2000)
- William Arthur Lewis (1915–1991)
- Martin Lindauer (1918–2008)
- Seymour Martin Lipset (1922–2006)
- Max Johannes Joseph Loehr (1903–1988)
- Feodor Felix Konrad Lynen (1911–1979)
- Robert Helmer MacArthur (1930–1972)
- Clement Lawrence Markert (1917–1999)
- Edwin Mattison McMillan (1907–1991)
- Matthew Stanley Meselson (* 1930)
- Sanichiro Mizushima (1899–1983)
- Erik Leonard Mollo-Christensen (1923–2009)
- Jean Omer Marie Monnet (1888–1979)
- Marianne Craig Moore (1887–1972)
- Guido Münch (1921–2020)
- John Courtney Murray (1904–1967)
- Nathan Mortimore Newmark (1910–1981)
- Helmut Richard Niebuhr (1894–1962)
- Wolfgang Kurt Hermann Panofsky (1919–2007)
- Rudolf Ernst Peierls (1907–1995)
- Nikolaus Bernhard Leon Pevsner (1902–1983)
- Norman Alton Phillips (1923–2019)
- John Robinson Pierce (1910–2002)
- Michael Polanyi (1891–1976)
- Leontyne Price (* 1927)
- Lucian Wilmot Pye (1921–2008)
- Salvatore Quasimodo (1901–1968)
- Efraim Racker (1913–1991)
- Gordon Norton Ray (1915–1986)
- Gustave Reese (1889–1977)
- Daniel Catton Rich (1904–1976)
- Frederick Chapman Robbins (1916–2003)
- John Romano (1908–1994)
- David John Rose (1922–1985)
- John Hood Ryther (1922–2006)
- Allan Rex Sandage (1926–2010)
- Wallace Stanley Sayre (1905–1972)
- Theodore Christian Schneirla (1902–1968)
- Mark Schorer (1908–1977)
- Gerold Karl Schwarzenbach (1904–1978)
- Frederick Seitz (1911–2008)
- Roman Smoluchowski (1910–1996)
- Esmond Emerson Snell (1914–2003)
- Henry Burr Steinbach (1905–1981)
- Krister Stendahl (1921–2008)
- James Johnston Stoker (1905–1992)
- Gilbert Stork (1921–2017)
- Robert Edward Lee Strider (1917–2010)
- Oliver Strunk (1901–1980)
- Ernest Haywood Swift (1897–1987)
- James Francis Tait (1925–2014)
- Hans-Lukas Teuber (1916–1977)
- Eugene Gabriel Tisserant (1884–1972)
- John Gordon Torrey (1921–1993)
- Victor Chandler Twitty (1901–1967)
- Franco Venturi (1914–1994)
- William Stelling von Arx (1916–1999)
- Sherwood Larned Washburn (1911–2000)
- Frederick Mundell Watkins (1910–1972)
- John Wermer (1927–2022)
- James Russell Wiggins (1903–2000)
- Tennessee Williams (1911–1983)
- Harland Goff Wood (1907–1991)
- Martin Huldrych Zimmermann (1926–1984)